# Addit Skov
Addit Skov är en skog i Danmark.   Den ligger i Horsens kommun i Region Mittjylland, i den centrala delen av landet, 190 km väster om huvudstaden Köpenhamn. Addit Skov ligger strax söder om sjön Salten Langsø.